# Figueirense FC
Figueirense Futebol Clube – brazylijski klub piłkarski z siedzibą w mieście Florianópolis, stolicy stanu Santa Catarina.

## Osiągnięcia
- Mistrz stanu (Campeonato Catarinense) (15): 1932, 1935, 1936, 1937, 1939, 1941, 1972, 1974, 1994, 1999, 2002, 2003, 2004, 2006, 2008
- Wicemistrz drugiej ligi brazylijskiej (Campeonato Brasileiro Série B): 2001

## Historia
Klub założony został w 1921 roku pod nazwą Figueirense Foot-ball Club, a 11 lat później osiągnął swój pierwszy sukces – mistrzostwo stanu (Campeonato Catarinense). Zdobycie trzy razy z rzędu mistrzostwa stanu w latach 1935–1937 oraz mistrzostwa stanu w 1939 roku sprawiło, że do dziś lata 30. XX wieku uważane są za złotą dekadę w historii klubu Figueirense. Po mistrzostwie stanu w 1941 roku nastąpił 30-letni okres kryzysu, zakończony kolejnym mistrzostwem stanu w 1972 roku. W następnym, 1973 roku, Figueirense stał się pierwszym klubem ze stanu Santa Catarina który awansował do pierwszej ligi brazylijskiej (Campeonato Brasileiro Série A). Później doszło do kolejnego kryzysu, a Figueirense spadł nawet do drugiej ligi stanowej. W 1987 roku klub wrócił do pierwszej ligi stanu, a siedem lat później, w roku 1994, Figueirense zdobył mistrzostwo stanu Santa Catarina pierwszy raz od 17 lat. W 1995 roku Figueirense wygrał międzynarodowy turniej Torneio Mercosul. W roku 2001 został wicemistrzem drugiej ligi i awansował do pierwszej ligi brazylijskiej. W latach 2002–2004 Figueirense trzy razy z rzędu zdobył mistrzostwo stanu Santa Catarina.